# Vera Aksákova
Vera Serguéyevna Aksákova o Vera Axakova (ruso cirílico: Вера Сергеевна Аксакова, 19 de febrerojul./ 3 de marzo de 1819greg. – 7 de marzojul./ 19 de marzo de 1864greg.) fue una escritora rusa conocida por sus diarios en la época de la Guerra de Crimea en un familia eslavófila. 

## Biografía
Nacida en Moscú, Aksákova es conocida por su diario que ofrece una interesante perspectiva sobre la vida rusa durante la Guerra de Crimea. Comienza el 14 de noviembre de 1854 y finaliza un año más tarde en el 15 de noviembre. Escribe con esperanza sobre la muerte del Zar Nicolás I en una entrada de tres páginas. Lamenta que haya muerto un hombre pero es optimista con respecto a su sucesor. Más tarde registra la pérdida de prestigio nacional con la derrota de su país en el sitio de Sebastopol.
Aksákova falleció en Moscú en 1864. Era la hija mayor de Serguéi Aksákov, y sus hermanos Konstantín e Iván Aksákov fueron notables eslavófilos.